# 1817
1817. је била проста година.

## Догађаји

### Март
- 4. март — Џејмс Монро је инаугурисан за 5. председника САД.

### Новембар
- 6. новембар — Велика скупштина у Београду

## Рођења

### Април
- 24. април — Жан Шарл Галисар де Марињак, швајцарски хемичар.

### Мај
- 20. мај — Шарл Дадан, француско-амерички пчелар († 1902)
- 21. мај — Рудолф Херман Лоце, немачки филозоф. (†1881).

### Јун
- 26. јул — Бранвел Бронте, енглески књижевник. († 1848)

## Смрти

### Март
- 22. март — Сима Марковић, српски војвода.

### Април
- 4. април — Андре Масена, француски маршал
- 12. април — Шарл Месје, француски астроном

### Јул
- 14. јул — Мадам де Стал, француска књижевница
- 18. јул — Џејн Остин, енглеска књижевница
- 26. јул — Карађорђе Петровић, вођа Првог српског устанка. (*1762)

### Август
- 14. октобар — Фјодор Ушаков, руски адмирал
- 15. октобар — Тадеуш Кошћушко, пољски генерал и устаник

### Новембар
- 6. новембар — Шарлота од Велса, британска принцеза